# ヴィリアト・ダ・クルス
ヴィリアト・クレメンテ・ダ・クルス(1928年～1973年6月13日)はアンゴラの詩人、政治家である。ポルトガル領アンゴラポルト・アンボインキクヴォで生まれ、中華人民共和国の北京で没した。彼はアンゴラでもっとも重要な詩人の一人だと考えられている。彼はポルトガル語とアンゴラの言語で詩を書いた。彼はポルトガルの支配者からの自由を求めるアンゴラの戦いに参加した。

## 政治的活動
彼はポルトガル植民地時代のアンゴラの首都ルアンダで教育を受けた。青年時代の1957年に彼はパリに渡り、そこでアンゴラ人の詩人、マリオ・ピント・デ・アンドラーデと出会った。ダ・クルスはアンドラーデに政治観念を助けられた。1960年代に彼等はアンゴラ解放人民運動(MPLA)の創設を援助した。当時MPLAはアンゴラ国内ではなく、コナクリ（ギニア共和国の首都）とレオポルドヴィル（コンゴ民主共和国の首都）に存在した。ダ・クルスはMPLAの事務総長となった。暫くして後、彼と仲間達は、レオポルドヴィルの通りで闘争を指導した一団には賛同しなかった。

## 中国への追放
ダ・クルスは1960年代に、MPLAの闘争の為に、中国の北京に渡った。当初は、中国政府は彼を歓迎した。彼はMPLAの創設を援助した事でよく知られていたのである。中国人はダ・クルスに毛沢東主義的社会主義をアフリカに導入させることを望んでいた。この事はダ・クルスと家族に取って大きな問題となった。彼の思想は毛沢東主義と同じものではなかったのである。彼は強い国々は社会主義革命をその他の諸国に齎す（もたらす）事は出来ないと考えた。彼は勇気を持ち決して思考を変えなかった。この思考は毛沢東主義者の構想する世界革命に逆らっていた。ダ・クルスは中国を離れアフリカに戻ることを望んでいたが、中国政府はそれを認めずそして彼に良いように接しなかった。これは彼が帰還した場合アフリカでの中国のやり方を妨げると考えられたからである。

## 晩年
ダ・クルスの晩年は不幸かつ困難だった。食糧不足もあって彼は弱り1973年6月13日に死去した。彼の亡骸は軍用車によって運ばれ儀式もなく埋葬された。一部のアンゴラ人はこのことを衝撃として捉えた。ダ・クルスが彼の理想のために懸命に働いたMPLAの主要な指導者の一人であったからである。

## 主要文献
Poems (1961). Among these poems, Namoro, Sô Santo and Makézu are well-known.